# Sveriges Mjölkbönder
Sveriges Mjölkbönder är en intresseorganisation för mjölkbönder i Sverige. Föreningen bildades den 15 februari 2006 som en systerorganisation till "Landsforeningen af Danske Maelkeproducenter", LDM, i Danmark. Föreningen syftar till att främja framtidstro bland Sveriges mjölkbönder genom att arbeta med förändringsarbete och kunskapsförmedling samt genom att påverka beslutsfattare. Medlemmar i föreningen är i första hand enskilda mjölkproducenter. Icke mjölkproducenter kan dock vara med som stödmedlemmar. Sveriges mjölkbönder är medlem i European Milk Board, EMB, ett nätverk för europeiska mjölkproducentföreningar.